# Golfo de Ana María
Golfo de Ana María är en bukt i Kuba. Den ligger i den centrala delen av landet, 400 km sydost om huvudstaden Havanna.